# México lindo y querido
México lindo y querido ist ein populäres mexikanisches Volkslied, das von Chucho Monge geschrieben und komponiert wurde. Für viele Mexikaner – besonders jene, die im Ausland leben – ist es zu einer Art „zweiten Nationalhymne“ geworden.

## Geschichte
Das Lied wird in der gesamten Hispanität mit Mexiko und der Heimatliebe der Mexikaner zu ihrem Land identifiziert. Denn es erzählt von dem Wunsch, im Falle eines Ablebens fern der Heimat nach Mexiko zurückgebracht und dort begraben zu werden.
Das Lied wurde durch Jorge Negrete bekannt, der ironischerweise außerhalb von Mexiko, in Los Angeles, verstarb und anschließend nach Mexiko überführt wurde, wo sein Leichnam auf dem Panteón Civil de Dolores von Mexiko-Stadt beigesetzt wurde.
Das Lied wurde auch von vielen anderen Interpreten aufgenommen, unter anderem von Vicente Fernández, Alejandro Fernández und Ana Gabriel. 2012 nahmen mehr als 50 mexikanische Künstler (u. a. Lila Downs) das Lied gemeinsam im Rahmen des Projektes Playing for Change auf.

## Refrain
| Spanisch                                                                                        | Deutsche Übersetzung |
| ----------------------------------------------------------------------------------------------- | --- |
| México lindo y querido, si muero lejos de ti, que digan que estoy dormido y que me traigan aquí | Schönes und geliebtes Mexiko. Sofern ich weit entfernt von dir sterbe, soll man sagen, dass ich schlafe Und mich hierherbringen. |